# Erna Morena
Ernestine Maria Fuchs, connue sous le nom de scène Erna Morena (née le 24 avril 1885 à Wörth am Main et morte le 17 juillet 1962 à Munich) est une actrice, productrice et scénariste allemande. Sa carrière s'étala du cinéma muet aux débuts du cinéma parlant.

## Biographie

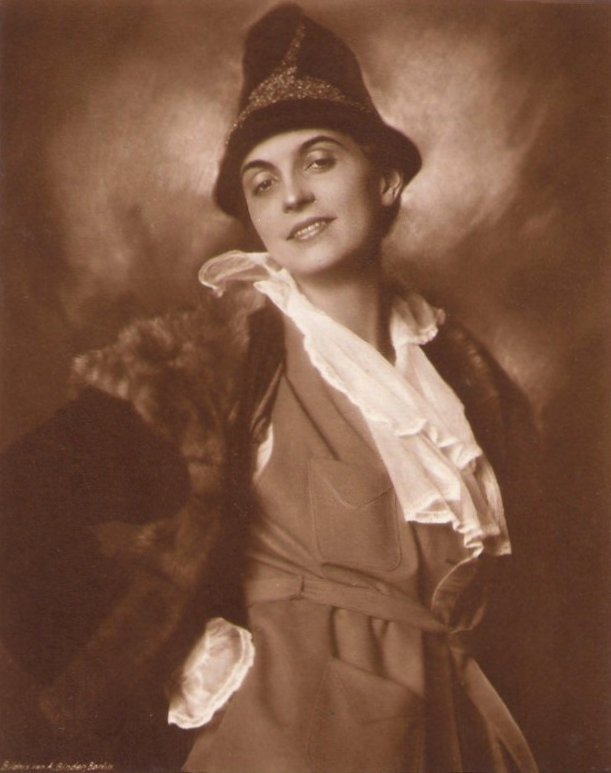
Erna Morena en 1925 photographiée par Alexander Binder.

Après avoir passé six mois à Paris et travaillé comme infirmière à Berlin, elle prit vraisemblablement des cours au Deutsches Theater Berlin avant d'être engagée en 1910 par Max Reinhardt. Elle eut des petits rôles puis se lança dans le cinéma en 1912, ce qui l'amena à faire 120 films et à travailler avec des réalisateurs comme Paul Leni, Richard Oswald, Robert Wiene, Friedrich Wilhelm Murnau et Georg Wilhelm Pabst, ainsi qu'à avoir comme partenaires Conrad Veidt, Emil Jannings, Reinhold Schünzel et Werner Krauß.
Si son nom est aujourd'hui largement oublié, elle fut l'une des stars allemandes du cinéma muet, parfois comparée à Asta Nielsen ou Henny Porten.
Avec la Erna Morena Film GmbH qu'elle fonda en 1918, elle fut aussi la productrice de quelques films muets.
Elle fut mariée à l'écrivain Wilhelm Herzog (de).
En 1940, elle joua dans Le Juif Süss, film de propagande nazie.

## Filmographie sélective

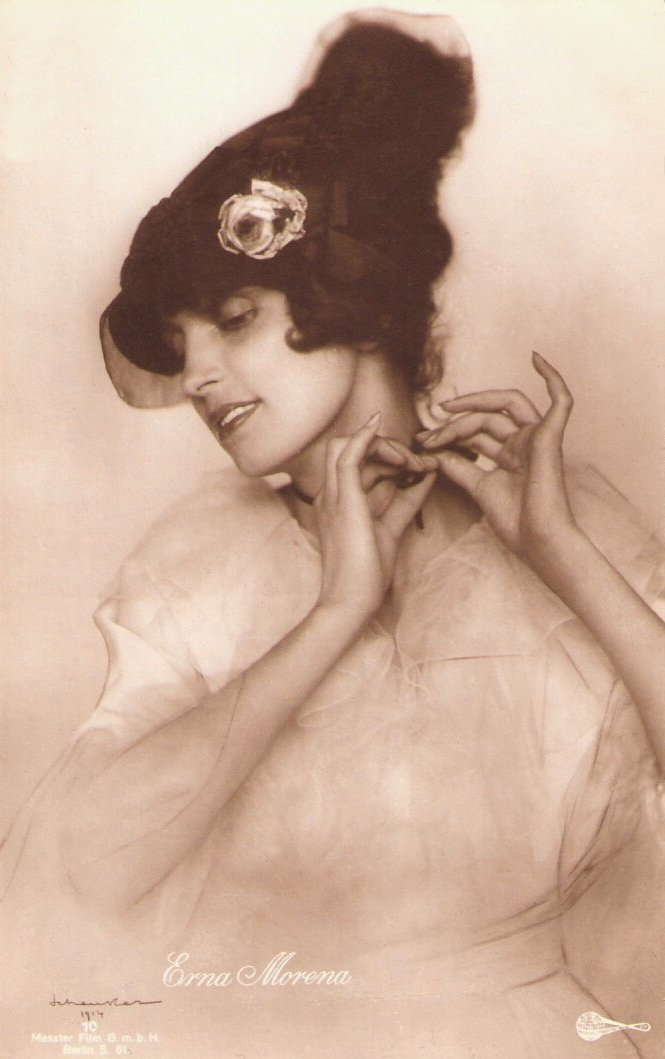
Erna Morena en 1914 photographiée par Karl Schenker.

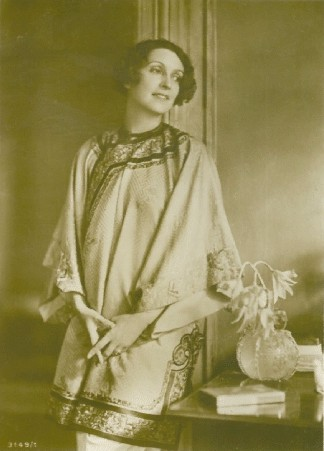
Erna Morena en 1928 photographiée par Wanda von Debschitz-Kunowski.

- 1914 : Pauvre Ève (Arme Eva) de Robert Wiene
- 1917 : Lulu
- 1917 : Frau Eva
- 1917 : Der Ring der Giuditta Foscari d'Alfred Halm
- 1918 : Journal d'une fille perdue
- 1919 : Nerven
- 1920 : Algol
- 1921 : La Marche dans la nuit
- 1922 : Louise de Lavallière
- 1922 : L'Aube à minuit[2] : premier film « expressionniste » tourné avant Le Cabinet du docteur Caligari[3]
- 1924 : Mère et fils
- 1926 : On ne badine pas avec l'amour
- 1926 : Le Fauteuil 47
- 1928 : Le Destin des Habsbourg
- 1929 : Crime passionnel
- 1932 : Nous les mères
- 1932 : Die elf Schill'schen Offiziere
- 1934 : La Chanson de l'adieu
- 1940 : Le Juif Süss

## Sources
- (de) Cet article est partiellement ou en totalité issu de l’article de Wikipédia en allemand intitulé « Erna Morena » (voir la liste des auteurs).